# Euryopis funebris
Euryopis funebris là một loài nhện thuộc họ Theridiidae.
Loài này thuộc chi Euryopis. Euryopis funebris được Nicholas Marcellus Hentz miêu tả năm 1850.